# Udea delineatalis
Udea delineatalis is een vlinder uit de familie van de grasmotten (Crambidae), uit de onderfamilie van de Spilomelinae. De wetenschappelijke naam van deze soort is voor het eerst voorgesteld als Scopula delineatalis door Francis Walker in een publicatie uit 1875.
De soort komt voor op Sint Helena.